# Frauenkappelen
Frauenkappelen (toponimo tedesco) è un comune svizzero di 1 218 abitanti del Canton Berna, nella regione di Berna-Altipiano svizzero (circondario di Berna-Altipiano svizzero).

## Geografia fisica
Il territorio di Frauenkappelen si affaccia sul Lago di Wohlen.

## Monumenti e luoghi d'interesse

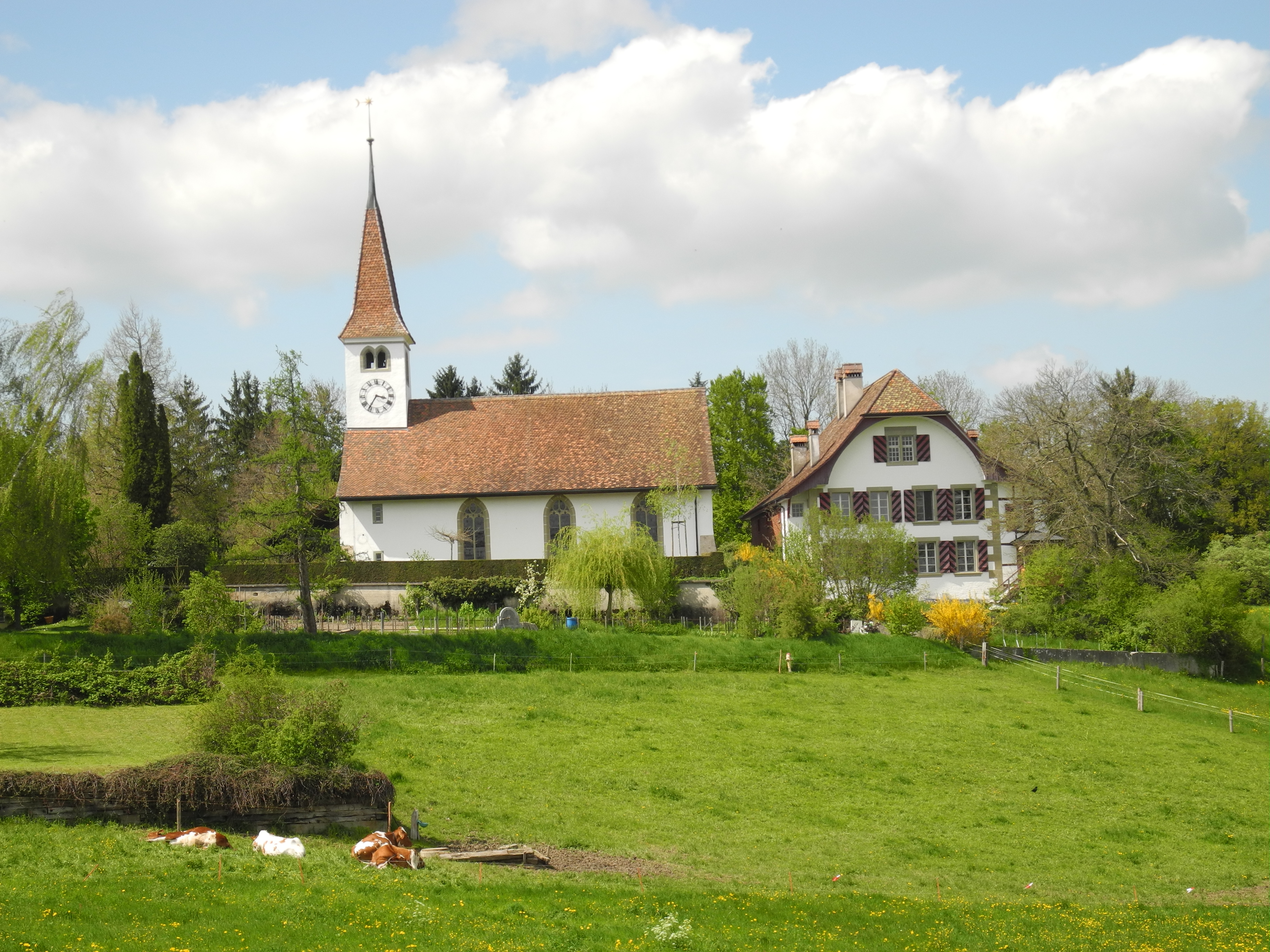
La chiesa riformata

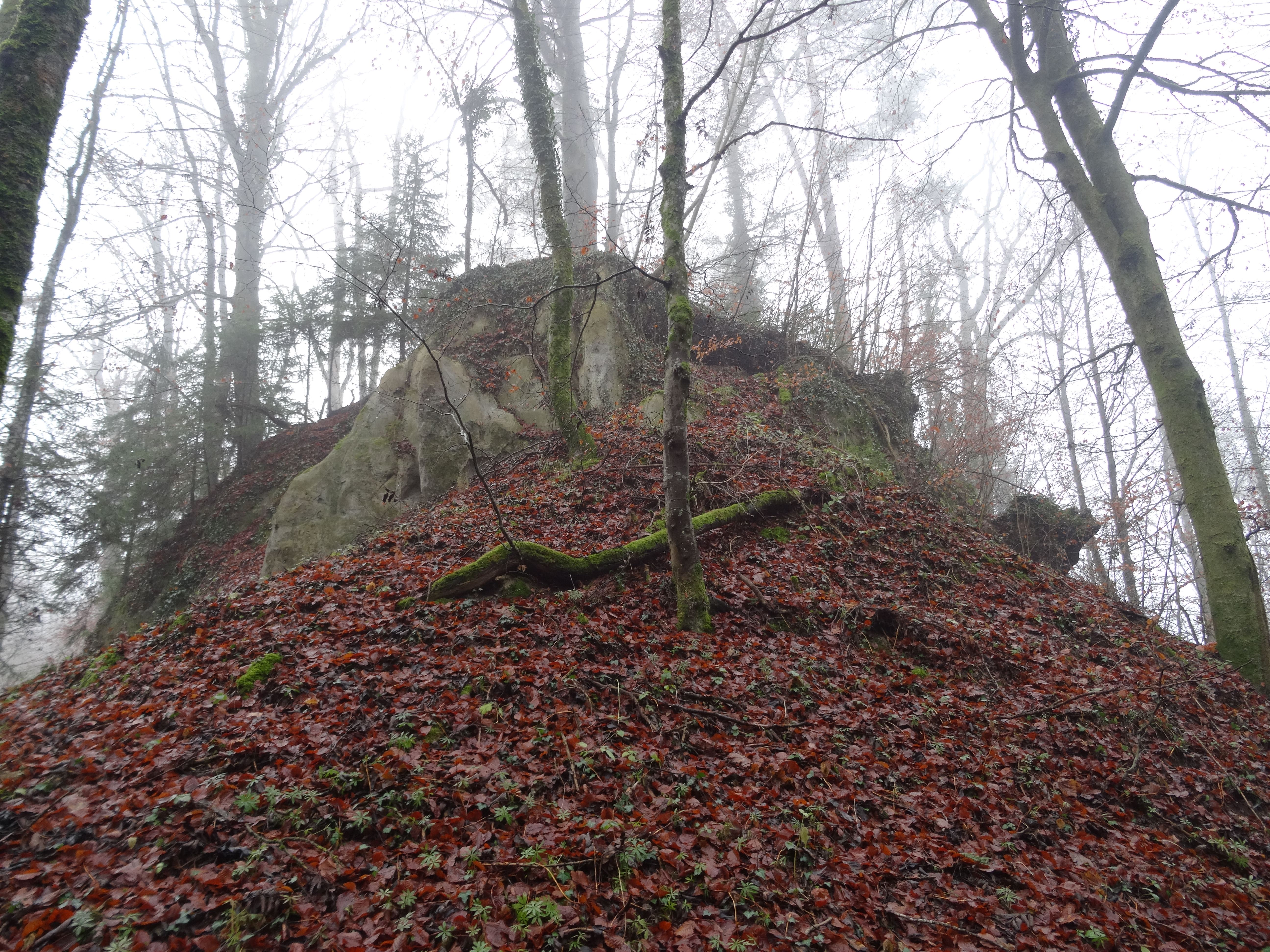
Le rovine della fortezza di Alt-Bubenberg

- Chiesa riformata (già chiesa conventuale di Santa Maria), attestata dal 1158 e ricostruita nel 1574[1];
- Rovine della fortezza di Alt-Bubenberg, attestata dal 1241 e abbandonata nel XIV secolo[1].

## Società

### Evoluzione demografica
L'evoluzione demografica è riportata nella seguente tabella:
Abitanti censiti

## Amministrazione
Ogni famiglia originaria del luogo fa parte del cosiddetto comune patriziale e ha la responsabilità della manutenzione di ogni bene ricadente all'interno dei confini del comune.